# Tyrone Wallace
Tyrone Tyrin Wallace Jr (Bakersfield, California, 10 de junio de 1994) es un baloncestista estadounidense que pertenece a la plantilla del Galatasaray Ekmas de la Basketbol Süper Ligi turca. Con 1,96 metros de estatura, juega en la posición de base.

## Trayectoria deportiva

### Universidad
Jugó cuatro temporadas con los Golden Bears de la Universidad de California en Berkeley, en las que promedió 12,6 puntos, 5,2 rebotes y 3,4 asistencias por partido. En 2015 fue incluido en el mejor quinteto de la Pacific-12 Conference, siendo además finalista en el Premio Bob Cousy al mejor base universitario.

### NBA
Fue elegido en la sexagésima posición del Draft de la NBA de 2016 por Utah Jazz. Pero antes del inicio de la temporada fue descartado.
El 27 de septiembre de 2017, firma con Los Angeles Clippers, siendo asignado también a su filial de la G League, los Agua Caliente Clippers.
Tras dos temporadas en Los Ángeles, el 8 de julio de 2019 firmó con Minnesota Timberwolves, pero fue cortado un día antes del inicio de la liga. Dos días más tarde es adquirido por Atlanta Hawks. Tras 14 encuentros, el 14 de diciembre de 2019 es cortado por los Hawks.
El 9 de marzo de 2020, vuelve a los Agua Caliente Clippers. El 20 de enero de 2022 fue traspasado a los Long Island Nets.
El 11 de marzo de 2022, los New Orleans Pelicans anunciaron que habían firmado a Wallace con un contrato de 10 días. El 21 de marzo firmó un segundo contrato de 10 días.
El 26 de julio de 2022 firmó contrato con el Paris Basketball de la LNB Pro A francesa.
El 30 de junio de 2023 fichó por el Türk Telekom de la Basketbol Süper Ligi turca.
El 10 de julio de 2024 firmó con el Žalgiris Kaunas de la Liga de Baloncesto de Lituania (LKL) y la Euroliga. El 18 de octubre anunció que dejaba el equipo, tras cuatro partidos disputados. Su salida fue consecuencia de la rescisión mutua de su contrato por motivos personales y en ese momento estaba considerando retirarse.
El 17 de enero de 2025 fichó por el Galatasaray de la Basketbol Süper Ligi (BSL).

## Estadísticas de su carrera en la NBA

### Temporada regular
| Año     | Equipo        | PJ  | PT | MPP  | %TC  | %3P  | %TL  | RPP | APP | ROB | TPP | PPP |
| ------- | ------------- | --- | -- | ---- | ---- | ---- | ---- | --- | --- | --- | --- | --- |
| 2017-18 | L.A. Clippers | 30  | 19 | 28.4 | .445 | .250 | .782 | 3.5 | 2.4 | .9  | .4  | 9.7 |
| 2018-19 | L.A. Clippers | 62  | 0  | 10.1 | .424 | .211 | .526 | 1.6 | .7  | .3  | .1  | 3.5 |
| 2019-20 | Atlanta       | 14  | 0  | 11.4 | .318 | .067 | .647 | 1.6 | .9  | .5  | .1  | 2.9 |
| Total   | Total         | 106 | 19 | 15.5 | .425 | .203 | .671 | 2.2 | 1.2 | .5  | .2  | 5.2 |

### Playoffs
| Año   | Equipo        | PJ | PT | MPP | %TC  | %3P | %TL  | RPP | APP | ROB | TPP | PPP |
| ----- | ------------- | -- | -- | --- | ---- | --- | ---- | --- | --- | --- | --- | --- |
| 2019  | L.A. Clippers | 2  | 0  | 5.5 | .250 | –   | .667 | .5  | 1.5 | .0  | .0  | 2.0 |
| Total | Total         | 2  | 0  | 5.5 | .250 | –   | .667 | .5  | 1.5 | .0  | .0  | 2.0 |

## Vida personal
Tyrone es hijo de Tyrone y Michelle Wallace. Tiene un hermano pequeño, Da’zion, y dos hermanas Diamond y Ryan Carolina. Se licenció en Asistencia Social.